# Ingeborg Tönnesen
Ingeborg Ruth Tönnesen (* 8. Dezember 1912 in Hamburg; † 19. März 2009 in Fellbach) war eine deutsche Gewerkschaftsfunktionärin und Mitglied des geschäftsführenden Hauptvorstandes der ÖTV von 1952 bis 1968.

## Leben und Wirken
Der dänische Vater von Ingeborg Tönnesen arbeitete als kaufmännischer Angestellter. Die Familie galt als sozialdemokratisch und gewerkschaftlich geprägt. Aufgrund finanzieller Engpässe musste Ingeborg Tönnesen nach dem Abschluss der Volksschule das Lyzeum nach kurzer Zeit verlassen. Sie erhielt eine Berufsausbildung als Schneiderin, wurde 1928 Mitglied im Deutschen Bekleidungsarbeiter-Verband und dort Jugendleiterin. Sie bildete sich in Kursen der Gewerkschaft und der Volkshochschule fort. Außerdem absolvierte sie Erste-Hilfe-Kurse des Arbeiter-Samariter-Bundes. Sie schloss die Berufsausbildung mit der Gesellenprüfung ab und begann im Oktober 1930 eine weitere Ausbildung als Krankenschwester im AK Barmbek. Im selben Jahr trat sie in die SPD ein.
Während der Zeit des Nationalsozialismus schloss sich Tönnessen der Widerstandsbewegung um Bruno Verdieck an, der 1936 inhaftiert wurde. Auch Tönnesen musste die Zeit von Juni bis November 1936 im KZ Fuhlsbüttel verbringen. Der Haftgrund lautete „Vorbereitung zum Hochverrat“, ein Prozess fand jedoch nicht statt. Danach arbeitete sie bis zum Ausbruch des Zweiten Weltkriegs als private Krankenpflegerin und anschließend auf Geheiß der Gesundheitsbehörde am Krankenhaus in Barmbek. 1945 meldete sie sich freiwillig für die Krankenpflege im befreiten KZ Bergen-Belsen. Hier wirkte sie gemeinsam mit anderen Hamburgerinnen und erwarb für ihre Tätigkeit Ansehen. Während dieser Zeit heiratete sie Wilhelm Laubach. Die Ehe hielt nur bis zur Scheidung 1946.
Anfang Juli 1945 wurde Tönnesen Mitglied im neugegründeten Gesamtverband der Verkehrs- und Gemeindearbeiter, in dem sie sich unter ihrem Mädchennamen engagierte. Sie besuchte die erste Zusammenkunft ehemaliger Mitglieder der Reichssektion Gesundheitswesen und hoffte, deren Hamburger Unterorganisation wieder aktivieren zu können. Im Dezember 1945 trafen sich Vertrauensschwestern aller Hamburger Krankenhäuser und gründeten als eigenständige Sektion den „Bund freier Schwestern“, dessen Vorsitz Ingeborg Tönnesen in einem fünfköpfigen Gremium übernahm. Sie arbeitete nun wieder im AK Barmbek, erhielt im Oktober 1946 aber im Gesamtverband eine hauptamtliche Stelle als Leiterin der Freien Schwesternschaft.
Ein gewerkschaftlicher Zusammenschluss von Krankenschwestern galt in Deutschland als einzigartig. Anfang 1947 gehörten der Organisation ungefähr 1700 Schwestern an. Dies entsprach einer Quote von 85 Prozent aller angestellter Krankenpflegerinnen. Die erste Zonenkonferenz der Fachabteilung Gesundheitswesen wählte Tönnesen am 11. Mai 1947 in ihren Vorstand. In dieser Funktion organisierte sie regelmäßige Treffen der Vertrauensschwestern. Außerdem referierte sie über Möglichkeiten, die Organisation der Schwestern auch in anderen Bundesländern aufzubauen. Im Oktober/November 1947 verhandelte sie mit den Hamburger Gesundheitsbehörden erfolgreich neue Ausbildungsregularien und konnte erreichen, dass Schwestern als Medizinisch-Technische Assistentinnen arbeiten durften, was einen Aufstieg darstellte.
1947 besuchte Tönnesen als Delegierte den Vereinigungsverbandstag der ÖTV in Krefeld. Ein Jahr später übernahm sie den Vorsitz des Bundes freier Schwestern in der ÖTV in der britischen Besatzungszone. Seit dem 18. November 1948 leitete sie das Frauendezernat der ÖTV in der Trizone. Im März 1949 erhielt sie als Mitglied des Hauptvorstands der ÖTV eine hauptamtliche Stelle im Frauensekretariat. An dem Dienstsitz in Stuttgart gestaltete sie bis in die 1960er Jahre Regularien zur Frauenarbeit der Gewerkschaft. Sie richtete insbesondere in Nordrhein-Westfalen und Hamburg viele Konferenzen und Versammlung für Frauen aus. Als 1950 vom Hauptfrauenausschuss gewähltes Mitglied des geschäftsführenden Vorstands repräsentierte sie die ÖTV wenig später im Bundesfrauenausschuss des DGB. Bis 1965 beteiligte sie sich an allen Bundesfrauenkonferenzen, wo sie wiederholt versuchte, die Situation von im Gesundheitswesen beschäftigten Frauen zu verbessern.
Tönnesen war anfangs der Meinung, dass Frauen nur so lange bevorzugt behandelt werden sollten und eigene Organisationen benötigten, bis sie gleich behandelt würden. Sie sprach sich insbesondere gegen den Hausfrauentag aus und trat für gleiche Bezahlung beider Geschlechter ein. Außerdem engagierte sie sich für Straßenbahnschaffnerinnen, die zu dieser Zeit als „Doppelverdienerinnen“ galten und daher ihre Stellen an Männer abtreten sollten.
Ingeborg Tönnesen gelang es, dass 1952 20 anstatt zuvor 10 Prozent der Delegierten bei ÖTV-Gewerkschaftstagen Frauen waren. Außerdem konnte sie durchsetzen, dass in jedem Gewerkschaftsgremium mindestens eine Frau vertreten war. Die Delegierten des ersten ÖTV-Gewerkschaftstages in Hamburg wählten sie mit deutlicher Mehrheit in den geschäftsführenden Hauptvorstand. Später übernahm sie in der Gewerkschaft weitere Posten, darunter in der Internationale der öffentlichen Dienste (IÖD), in der Bundesanstalt für Arbeit, im Bundesgesundheitsrat sowie an der Schwesternschule der Universität Heidelberg.
Ab den Vorstandswahlen 1958 erhielt Tönnesen zunehmend Kontrastimmen. Bei den Wahlen 1964 konnte sie nur noch knapp die in der Satzung vorgeschriebene Mehrheit erreichen. Sie selbst führte es auf zunehmende Frauenfeindlichkeit in der ÖTV zurück. Der Frauenanteil unter den Gewerkschaftsmitgliedern nahm aus verschiedenen Gründen stetig ab. Tönnesen hielt eine eigenständige Repräsentanz weiblicher Mitglieder nun für verzichtbar. Ab Herbst 1964 beteiligte sie sich in der Kommission für Sozialpolitik und nahm am 6. ordentlichen Gewerkschaftstag der ÖTV teil, wo sie aus der Organisation austrat. Die ihr angetragene Leitung der Abteilung Gesundheitswesen nahm sie nicht an.
Ingeborg Tönnesen, die seit 1962 in Fellbach lebte, heiratete 1968 ein zweites Mal und nahm den Nachnamen ihres Gatten an. Als Ingeborg Kraus starb sie mit 92 Jahren.